# إم. إس. إم. أسلم
إم. إس. إم. أسلم هو سياسي سريلانكي، ولد في 19 مايو 1955. نشط حزبياً في المؤتمر الإسلامي لسريلانكا. وقد انتخب عضو برلمان سريلانكا ‏.